# Mai Lộc
Mai Lộc (tháng 3 năm 1923 – 17 tháng 12 năm 2011) là một đạo diễn, nhà quay phim điện ảnh người Việt Nam, được biết đến với các bộ phim truyện như Vợ chồng A Phủ, Tình đất Củ Chi và bộ phim tài liệu Chiến trận Mộc Hóa. Ông là người đặt ý tưởng thành lập điện ảnh kháng chiến chống Pháp ở Khu 8 và cũng là người đặt nền móng cho điện ảnh Thành phố Hồ Chí Minh sau ngày giải phóng, trở thành một đơn vị làm phim mạnh ở phía Nam.

## Tiểu sử
Mai Lộc sinh vào tháng 3 năm 1923 tại thôn Đốc Sơ, xã Hương Sơ, huyện Hương Trà, phủ Thừa Thiên (nay là Thành phố Huế). Ông qua đời ngày 17 tháng 12 năm 2011 tại nhà riêng ở khu Báo chí Bàu Cát, phường 13, quận Tân Bình, Thành phố Hồ Chí Minh và được hỏa táng tại Bình Hưng Hòa.

## Sự nghiệp
Trước 1945 ông từ Huế vào Sài Gòn học nghề nhiếp ảnh từ một người anh họ -người có một tiệm ảnh trong thành phố. Tại đây ông quen biết với Khương Mễ, Văn Sỹ, Amtonine Giàu, những nghệ sĩ điện ảnh sau này. Năm 1946, toàn quốc kháng chiến, ông gia nhập Vệ quốc đoàn khu 8. Rồi ông triển lãm ảnh tại chiến trường Đồng Tháp Mười. Tháng 9 năm 1947, tướng Trần Văn Trà, Tư lệnh Khu 8, ra quyết định thành lập Bộ phận Điện ảnh và Nhiếp ảnh Khu 8. Mai Lộc bắt đầu với công việc quay phim, lần đầu tiên ông tác nghiệp là quay một trận đánh trên tuyến đường sắt Sài Gòn - Mỹ Tho, cách ga Tân Hiệp khoảng 600 mét. Trong khi rút lui, Mai Lộc dính mảnh đạn vào đùi, rớt xuống dòng mương cùng túi đồ nghề và máy quay phim khiến các thước phim quay được bị hỏng hết.
Ra viện, ông đi quay tại Tiểu đoàn 307 khi đánh trận Mộc Hoá, cùng nhà quay phim Khương Mễ. “Chiến trận Mộc Hoá” là bộ phim tài liệu đầu tiên của ông, bộ phim được nhìn nhận là mẫu mực về chiến tranh của nền điện ảnh cách mạng Việt Nam. Đây cũng là là bộ phim thời sự tài liệu đầu tiên của cách mạng, đánh dấu sự ra đời của ngành nghệ thuật điện ảnh cách mạng dân tộc tại Nam bộ.
Năm 1952, Mai Lộc được điều ra chiến khu Việt Bắc, tại đây ông đã đạo diễn bộ phim tài liệu “Chiến thắng Tây Bắc”. Tiếp đó ông về đường 5 - Hải Phòng thực hiện bộ phim tài liệu "Giữ làng giữ nước". Trong chiến dịch Điện Biên Phủ, ông cùng Đạo diễn Phạm Văn Khoa và nhà văn Nguyễn Đình Thi được phái hợp tác với Đạo diễn Karmen thực hiện bộ phim tài liệu màu đầu tiên: “Việt Nam trên đường thắng lợi”. Năm 1963, ông lại nhận lệnh vào miền Nam để xây dựng điện ảnh Nam Bộ, thành lập và từng làm giám đốc Xưởng phim Giải phóng trong 10 năm. Ông đã cùng các nghệ sĩ Nguyễn Hiền, Cao Thành Nhơn, Vũ Sơn… gây dựng nên nền điện ảnh cách mạng tại miền Nam. Trong thời gian này, ông đã thực hiện bộ phim tài liệu “Quyết thắng đế quốc Mỹ xâm lược” được trao giải vàng Liên hoan phim Lepzig - Đông Đức.
Tháng 2 năm 1964, Mỹ mở trận càn với 45 ngàn quân, hàng trăm máy bay, xe tăng, xe quân sự nhằm tìm diệt cơ quan đầu não TƯ Cục miền Nam. Trong đó, có cánh quân khoảng 50 chiếc xe tăng đánh thẳng vào Xưởng phim Giải Phóng. Mai Lộc đã tổ chức chỉ huy một tiểu đội gồm 13 người chiến đấu chống trả quyết liệt hàng chục xe tăng địch.
Mùa thu năm 1974, ông được ra Hà Nội. Gặp lại vợ con sau 12 năm xa cách, đầu năm 1975, ông lại được cử vào Nam để tham gia Chiến dịch Hồ Chí Minh. Năm 1978 và 1979, ông chỉ đạo sản xuất cho hai bộ phim Mùa gió chướng và Cánh đồng hoang của đạo diễn Hồng Sến.
Mai Lộc từng giữ các chức vụ:
- Cục trưởng Cục Ðiện ảnh - Bộ Văn hóa thông tin Chính phủ cách mạng lâm thời Cộng hòa miền Nam Việt Nam.
- Tổng thư ký Hội Ðiện ảnh Thành phố Hồ Chí Minh.
- Tổng biên tập Tạp chí Ðiện Ảnh Thành phố Hồ Chí Minh.
- Giám đốc Hãng phim Giải Phóng.[7]
- Giám đốc Xí nghiệp phim Tổng hợp TP.HCM.[9]

## Tác phẩm

### Phim tài liệu
| Năm  | Tựa đề                          | Sản xuất                               | Vai trò   | Ghi chú     | Nguồn  |
| ---- | ------------------------------- | -------------------------------------- | --------- | ----------- | ------ |
| 1948 | Chiến trận Mộc Hóa              | Điện ảnh khu 8                         | Đạo diễn  | [ a ] [ b ] | [ 10 ] |
| 1953 | Chiến thắng Tây Bắc             | Xưởng phim Việt Nam                    | Đạo diễn  |             | [ 3 ]  |
| 1953 | Giữ làng giữ nước               | Xưởng phim Việt Nam                    | Đạo diễn  |             | [ 3 ]  |
| 1955 | Việt Nam trên đường thắng lợi   | Xưởng phim Tài liệu Trung ương Liên Xô | Quay phim |             |        |
| 1965 | Quyết thắng đế quốc Mỹ xâm lược |                                        | Đạo diễn  |             | [ 3 ]  |

### Phim truyện
| Năm  | Phim            | Vai trò  | Vai trò   | Hãng sản xuất              | Ghi chú     | Nguồn  |
| Năm  | Phim            | Đạo diễn | Biên kịch | Hãng sản xuất              | Ghi chú     | Nguồn  |
| ---- | --------------- | -------- | --------- | -------------------------- | ----------- | ------ |
| 1958 | Biển động       | Có       | Không     |                            | [ c ] [ d ] | [ 11 ] |
| 1961 | Vợ chồng A Phủ  | Có       | Không     | Xưởng phim truyện Việt Nam |             | [ 12 ] |
| 1963 | Đi bước nữa     | Có       | Không     | Xưởng phim truyện Việt Nam | [ e ]       | [ 13 ] |
| 1977 | Địa Chỉ Để Lại  | Có       | Có        | Xí nghiệp phim Giải Phóng  |             | [ 14 ] |
| 1978 | Tình đất Củ Chi | Có       | Không     | Xí nghiệp phim Giải Phóng  |             | [ 14 ] |

### Sách
- Sáng tác: Điện ảnh Việt Nam thuở ban đầu - Cuốn sách gồm hai hồi ký:[11][15]
  - Mai Lộc: Từ Bưng Biền Việt Bắc tới Điện ảnh
  - Đinh Quang An: Từ chiếu bóng và chụp ảnh đến Điện ảnh
- Viết Lời giới thiệu cho “Hồi ký điện ảnh” của Đặng Nhật Minh.[16]

## Thành tựu

### Khen thưởng
- Huân chương Lao động hạng Nhì cho phim Chiến Thắng Tây Bắc.[1]
- Huân chương Độc lập hạng Nhì (1993).[1]
- Nghệ sĩ nhân dân (2011).[17][18]
- Giải thưởng Nhà nước về Văn học Nghệ thuật năm 2007 (đợt II) cho các phim tài liệu: Chiến trận Mộc Hóa, Chiến thắng Tây Bắc, Giữ làng giữ nước, Quyết thắng đế quốc Mỹ xâm lược và phim truyện Vợ chồng A Phủ.[8]
- Cánh diều vàng 2009 - Vinh danh.[19]

### Giải thưởng điện ảnh
| Năm  | Lễ trao giải                                         | Hạng mục             | Tác phẩm                     | Kết quả       | Nguồn         |
| ---- | ---------------------------------------------------- | -------------------- | ---------------------------- | ------------- | ------------- |
| 1965 | Liên hoan phim tài liệu và hoạt hình quốc tế Leipzig |                      | Quyết thắng giặc Mỹ xâm lược | Bồ câu vàng   | [ 20 ]        |
| 1973 | Liên hoan phim Việt Nam lần thứ 2                    | Phim truyện điện ảnh | Vợ chồng A Phủ               | Bông sen bạc  | [ 21 ] [ 22 ] |
| 1973 | Liên hoan phim Việt Nam lần thứ 2                    | Phim tài liệu        | Chiến thắng Tây Bắc          | Bông sen vàng | [ 23 ] [ 24 ] |
| 1973 | Liên hoan phim Việt Nam lần thứ 2                    | Phim tài liệu        | Giữ làng giữ nước            | Bông sen vàng | [ 25 ]        |